# Улица Куйбышева (Астрахань)
У́лица Ку́йбышева — улица в исторических районах Закутумье и Селение в центральной части Астрахани. Начинчается от Красной Набережной реки Кутум у моста Влюблённых и идёт с юга на север, пересекая улицы Академика Королёва, Кожанова, Анри Барбюса, Полякова и Юрия Селенского, и заканчивается у сквера имени 60-летия Сталинградской битвы перед началом Комсомольской набережной.
Преимущественно застроена малоэтажными зданиями дореволюционного периода, в том числе многочисленными памятниками архитектуры. Ансамбль застройки улицы Куйбышева имеет статус охраняемого градостроительного памятника регионального значения «Старо-Мултановская улица».

## История
До 1837 года улица называлась Мултановской, затем была переименована в Старо-Мултановскую (также была известна как Грязная улица, по существовавшей в начале XIX века протоке Грязнухе). В 1920 году переименована в честь Михаила Александровича Бакунина. Через четыре года объединена с 1-й Флотской улицей, ранее набережной реки Волги, ещё раньше называвшейся Малой Воскресенской. В 1938 году объединённая улица получила своё современное название в честь революционера Валериана Владимировича Куйбышева.

## Застройка
Ансамбль застройки улицы Куйбышева «Старо-Мултановская улица» имеет статус охраняемого градостроительного памятника регионального значения. Ансамбль улицы длиной в полтора километра обладает архитектурным единством и состоит из преимущественно малоэтажной застройки.
- дом 1/7 —  памятник архитектуры Усадьба А. И. Губина (1897 г.)
- дом 2/9 —  памятник архитектуры Дом с торговыми лавками и гостиницей П. И. Коржинского (1900 г.)
- дом 36/6 —  памятник архитектуры Усадьба Н. П. Глазова (вторая половина XIX в.)
- дом 37 —  памятник архитектуры Усадьба П. А. и В. К. Масловых (конец XIX — начало XX вв.) — объект культурного наследия федерального значения.
- дом 39А[4]

## Транспорт
Движения общественного транспорта по улице нет, ближайшие остановки маршрутных такси расположены на соседних улицах Академика Королёва, Адмиралтейской и Анри Барбюса.